# دوشیزه‌ماهی خیزاب
دوشیزه‌ماهی خیزاب (نام علمی: Chrysiptera brownriggii) نام یک گونه از تیره شقایق‌ماهیان است.